# Hochstädt (Maierhöfen)
Hochstädt (westallgäuerisch: Hochschded dinnə) ist ein Gemeindeteil der Gemeinde Maierhöfen im bayerisch-schwäbischen Landkreis Lindau (Bodensee).

## Geographie
Der Weiler liegt circa 2,5 Kilometer nördlich des Hauptorts Maierhöfen und zählt zur Region Westallgäu. Nördlich der Ortschaft verläuft die Ländergrenze zu Isny im Allgäu in Baden-Württemberg.

## Ortsname
Der Ortsname stammt vom mittelhochdeutschen Wort „hovestat“, das „Grund und Boden, worauf ein Hof mit den dazu gehörigen Gebäuden steht oder stehen könnte“ bedeutet.

## Geschichte
Durch den heutigen Ort verlief vermutlich eine Römerstraße. Hochstädt wurde erstmals im Jahr 1473 als zu der Hoffstat urkundlich erwähnt. 1818 wurden drei Güter als Schupflehen der Herren von Horben zu Ringenberg im Ort gezählt.
Der Ort gehörte einst zum Gericht Grünenbach in der Herrschaft Bregenz. Später dann bis zum 1. Januar 1935 gehörte die Ortschaft der Gemeinde Gestratz an.